# تهليون (تشين)
تهلیون (بالفارسية: تهلیون) هي قرية تقع في إيران في قسم تشین الريفي. يقدر عدد سكانها بـ 142 نسمة بحسب إحصاء 2016.